# Cigla
Cigla (in ungherese Cigla) è un comune della Slovacchia facente parte del distretto di Svidník, nella regione di Prešov.